# Jens Risager
Jens Risager (Herning, 9 april 1971) is een voormalig voetballer uit Denemarken, die speelde als verdediger. Hij beëindigde zijn loopbaan in 1998 bij de Deense club Brøndby IF.

## Interlandcarrière
Risager speelde in totaal 13 officiële interlands voor Denemarken. Onder leiding van bondscoach Richard Møller Nielsen maakte hij zijn debuut op 12 oktober 1994 in de EK-kwalificatiewedstrijd tegen België (3-1) in Kopenhagen. Hij nam met zijn vaderland deel aan het EK voetbal 1996 en de Olympische Spelen 1992. Hij kwam bij dat laatste toernooi niet in actie voor de Deense ploeg.

## Erelijst
Brøndby IF
- Deens landskampioen

1990, 1996, 1997, 1998
- Deense beker

1994
 Denemarken
- FIFA Confederations Cup

1995